# Place Clemenceau (Hyères)
Pour les articles homonymes, voir Place Clemenceau.
La place Clemenceau (anciennement place de la Rade) est située à Hyères dans le Var.

## Situation et accès
La place Clemenceau est entourée par l'avenue Alphonse-Denis, la rue Roux-Seignoret, le jardin Denis et au dessus, la porte de la Rade. Par l'avenue Aristide-Briand, cette place se situe dans l'axe du Park Hôtel. 

## Origine du nom
Cette place rend hommage à Georges Clemenceau (1841-1929), homme politique français et sénateur du var de 1902 à 1920.

## Historique
Les premiers travaux sont répertoriés en 1810-1812, date de la jonction avec la place de la République (anciennement place Napoléon) par un escalier. Elle prend le nom officiel de place Clemenceau en 1922 mais demeure connue sous celui de place de la Rade. Un projet de rectification et décoration de la place de la Rade a été mis en œuvre en 1882. 
En 1987-1990 après la création d'un parking souterrain, elle fait l'objet d'un réaménagement total souhaité par le maire Léopold Ritondale et mis en œuvre par les architectes F. Ney et I. Rault.
En 2017, un nouveau projet de requalification est lancé, à la suite entre autres, d'années de dégradation des marbres du sol de la place. L'avant-projet de requalification de la place, du jardin Denis et de ses abords a été présenté par le député-maire Jean-Pierre Giran et l'architecte Rudy Ricciotti, le jeudi 23 février 2017. 
Les travaux sont réalisés pendant l'année 2018 et achevés en mars 2019 ; l'inauguration a eu lieu le 31 mars 2019.
Ladite requalification de la place Clemenceau prend donc également en compte le jardin Alphonse Denis (ancien jardin de la villa de Chaintré, devenue Château Denis) et le square d’Orient dans un projet global.
La finalité étant, par la création d'ombrières ajourées, rappelant le style du MUCEM de Marseille, du même architecte, sur les deux côtés de la place, de rendre plus dense le parc existant et de mettre en lumière l'espace public ; l'ensemble reposant sur une rosace en marbre vert et blanc et des pavés en porphyre. Enfin, un bassin de rétention de 1 200 m3 enterré sous le parc, au nord-est, permettra de traiter la question hydraulique, et d'assurer la protection d'un lieu soumis aux inondations et au ruissellement des eaux[réf. souhaitée].  

## Bâtiments remarquables et lieux de mémoire
Les immeubles remarquables, classés AVAP (protection pour le bâti et les jardins) et intégrés dans un Site Patrimonial Remarquable, sont :
- Villa Saint-Augustin, au 35 de l'avenue Alphonse Denis : architecte M. Deslignières[7] et 35, avenue de Belgique

- Villa du Docteur Léon Émile Vidal[8], au 39 de l'avenue Alphonse Denis et 39, de l'avenue de Belgique (Site Patrimonial Remarquable)

La fontaine Clemenceau, édifiée sur la place en 1991 par les architectes F. Ney et I. Rault, est caractérisée par une ludaqua avec des éléments porte-jets en briques et une succession de bassins.

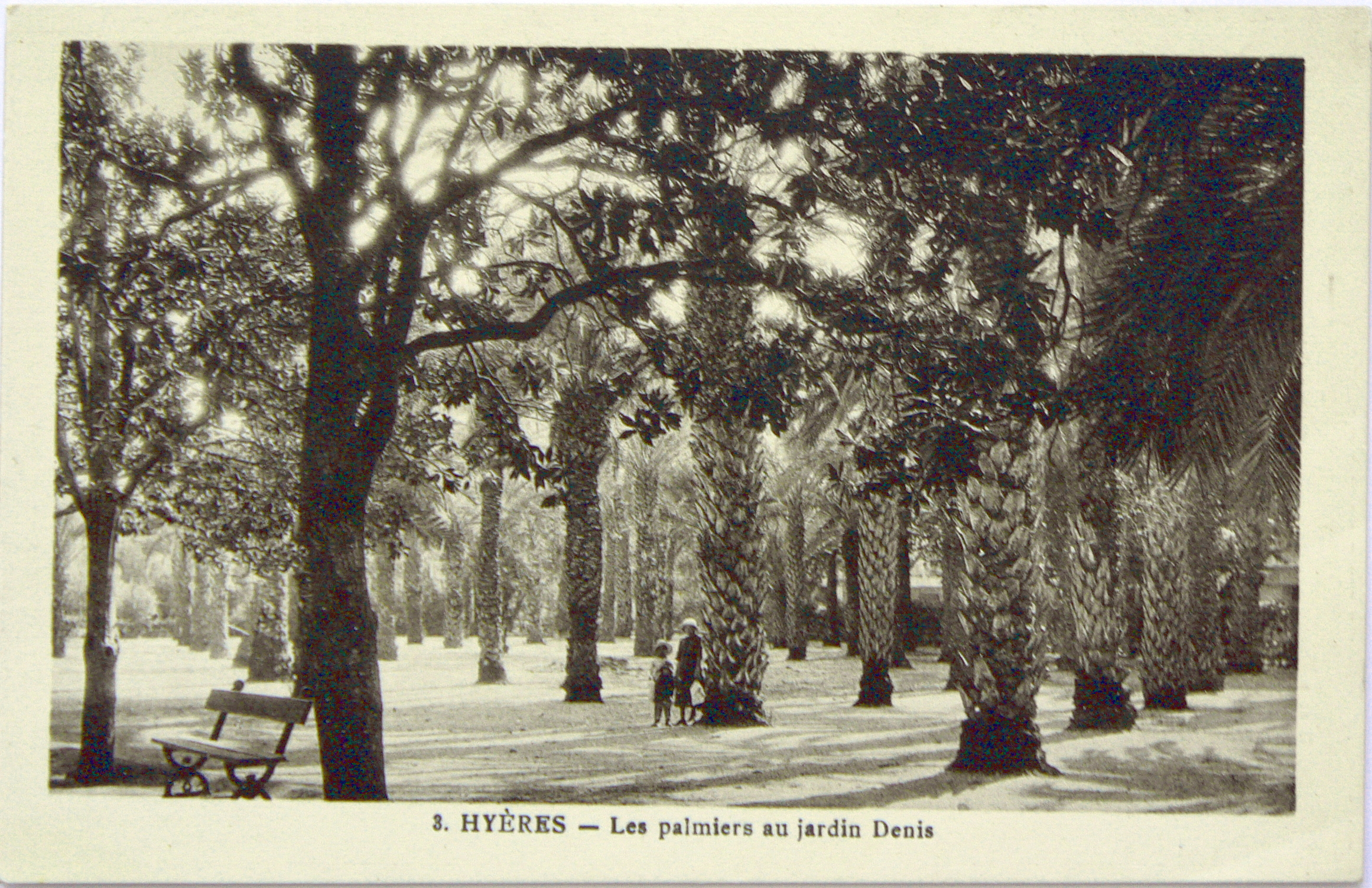
Jardin Denis
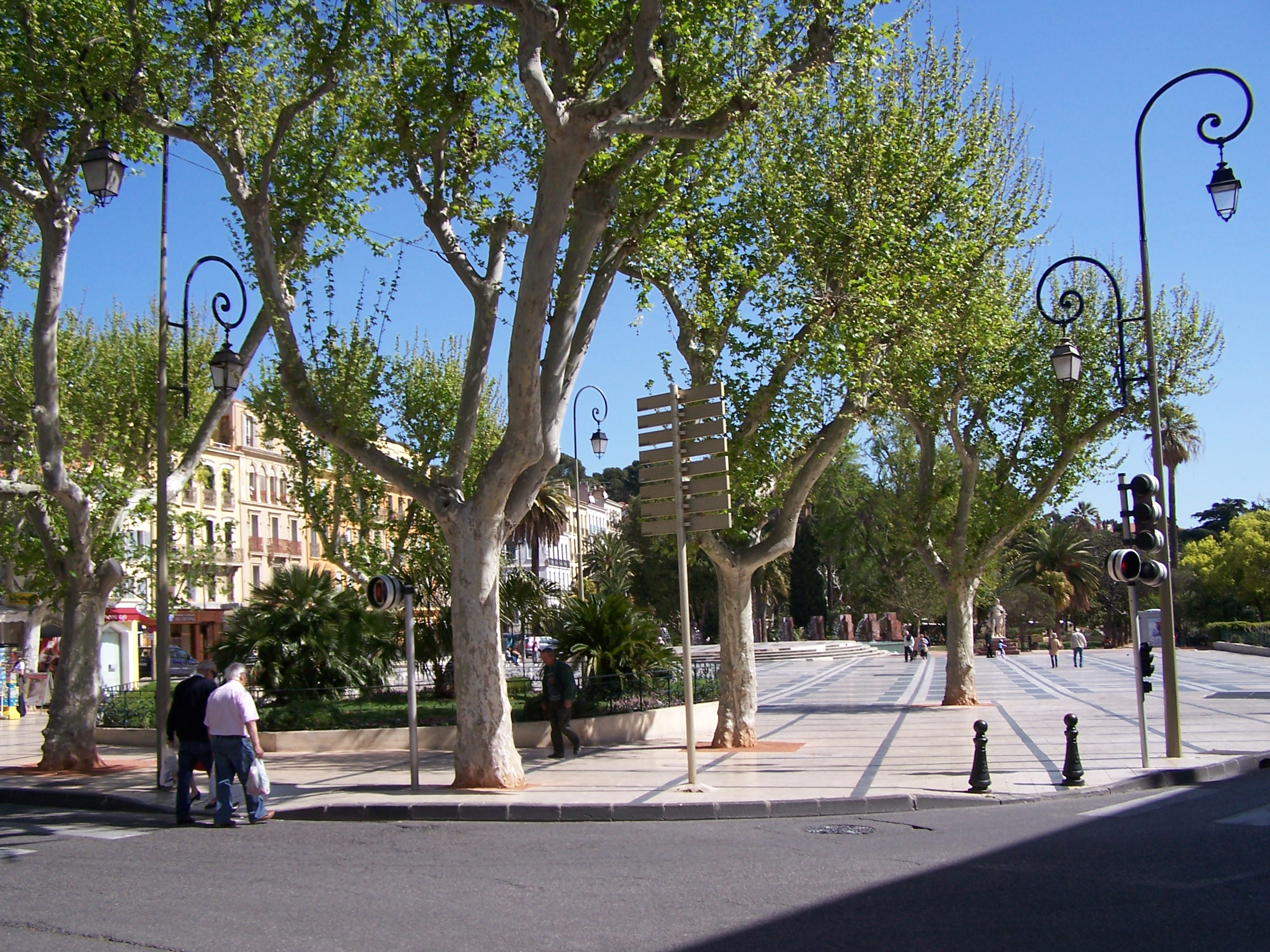
Place Clemenceau avant la requalification
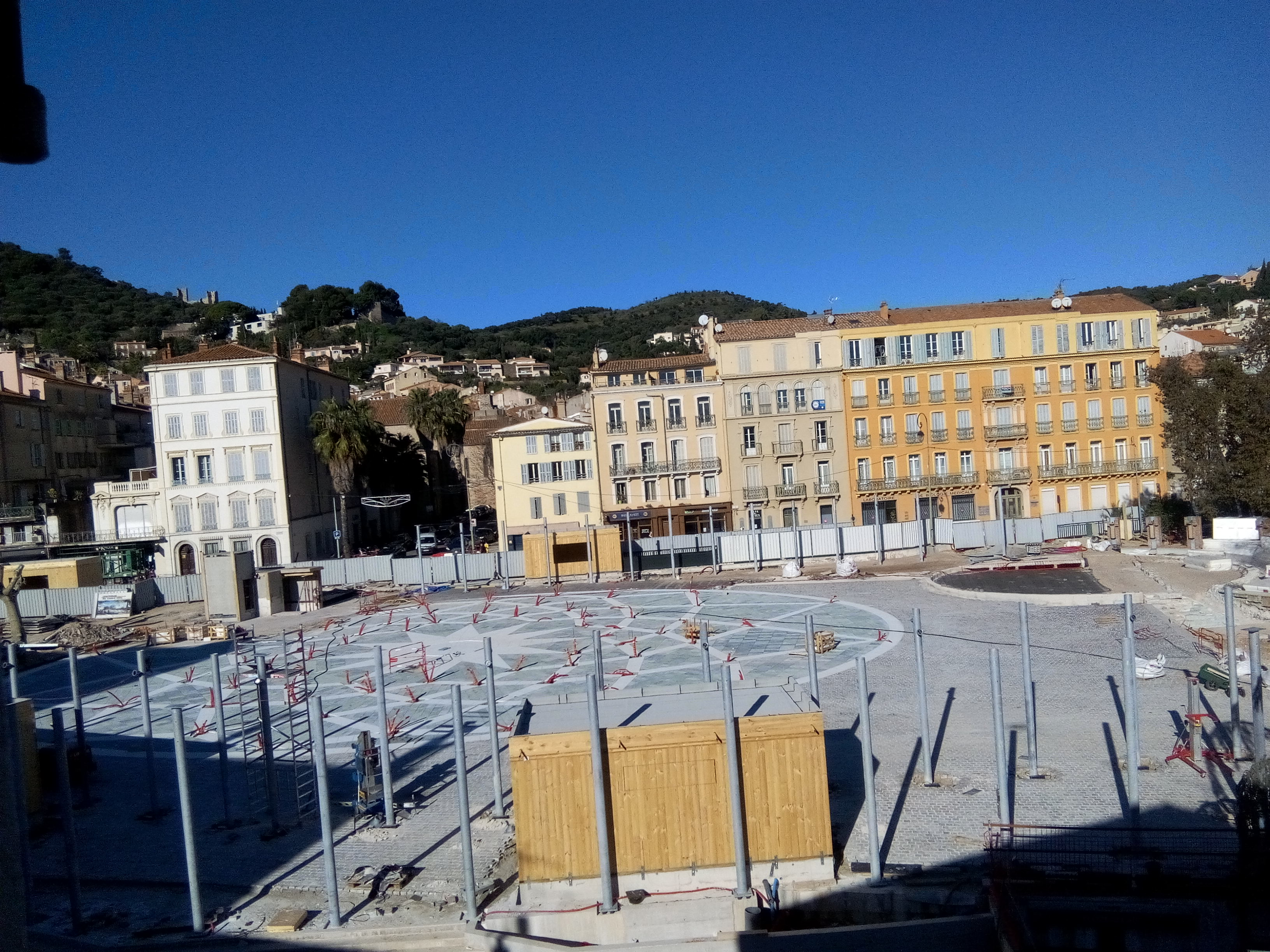
Place Clemenceau en cours de requalification
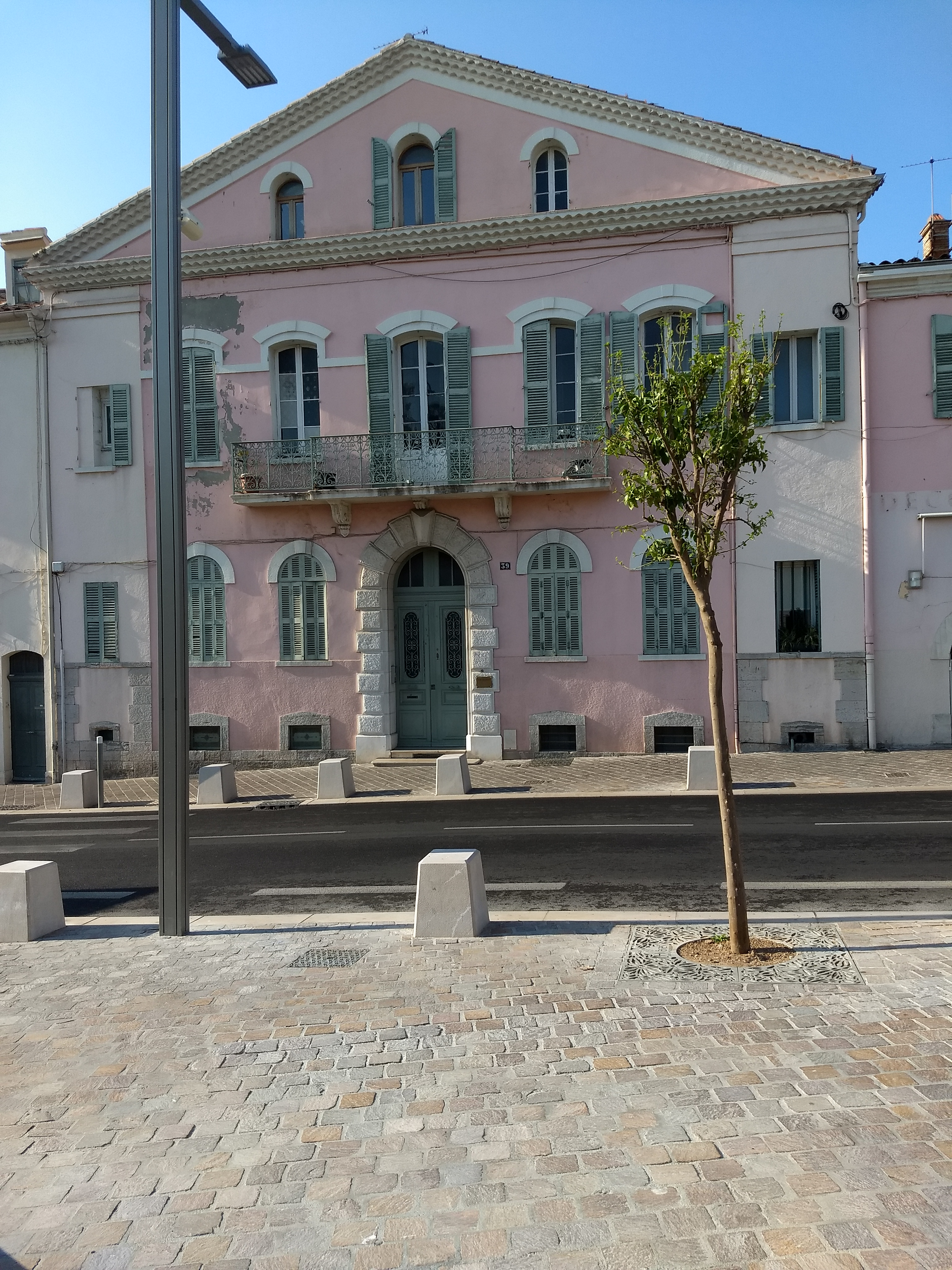
Villa du Dr Vidal (côté place)
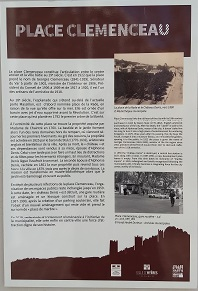
Plaque d'information patrimoniale
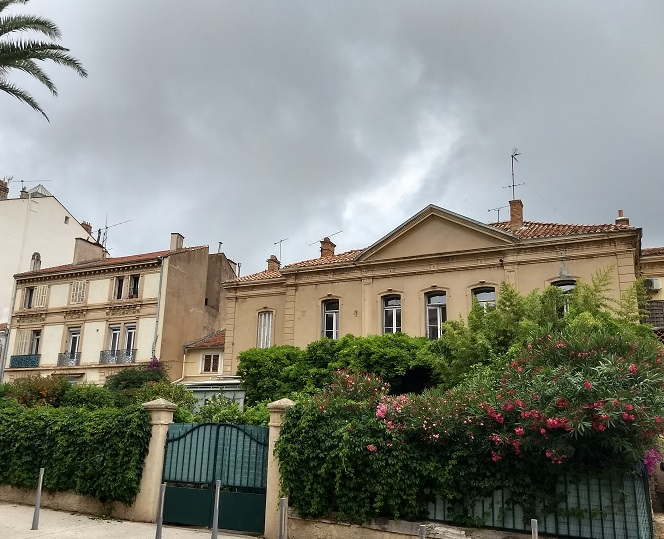
Villas Saint-Augustin et du Dr Vidal (côté jardin)